# Porta Pretoriana
Porta Pretoriana (em italiano:  Porta Praetoriana) é um portão na Muralha Aureliana de Roma, Itália, sobre o qual se sabe muito pouco, mas que foi emparedado numa época indeterminada, aparentemente o primeiro portão fechado no muro do Castro Pretório. Era a porta oriental do grande quartel da Guarda Pretoriana construído pelo imperador Tibério entre 20 e 23 para concentrar num único local as nove coortes criadas por Augusto para proteger o imperador. Acredita-se que já estava fechado quando Constantino I debandou os pretorianos e, antes, quando o imperador Aureliano circundou o Campo Pretório no interior de sua nova muralha.
Não resta quase nada dele, ainda que seja possível inferir sua localização original; acredita-se que dispunha de pelo menos três janelas arqueadas, ainda visíveis, acima da abertura principal. É possível notar seus restos na muralha na Viale del Policlinico, entre o Policlinico Umberto I e a Porta Pia.